# Rajecké Teplice
Rajecké Teplice är en stad och kommun i distriktet Žilina i regionen Žilina i nordvästra Slovakien. Staden som har en yta av 11,8466 km² har en befolkning som uppgår till 2 805 invånare (2010).
Jozef Gabčík föddes i staden.